# Richard Volding
Richard J. Volding (Texas, 1 februari 1958) is een Amerikaanse golfprofessional.
Volding studeerde psychologie in Miami en speelde toernooien in de Verenigde Staten van 1989-1994. Dat voldeed niet aan zijn verwachtingen, waarna hij in 1994 zijn PGA examen haalde om golfleraar te worden. Een jaar later werkte hij in Duitsland tot 2001 op de Bergischland Golf Club en sindsdien op Golfclub Leverkusen. 
Volding zit in het bestuur van de PGA in Noordrijn-Westfalen.

## Gewonnen
Duitse PGA
- 2003: Profkampioenschap NRW
- 2004: Profkampioenschap NRW
- 2009: Nationaal Profkampioenschap Senioren
- 2010: Nationaal Profkampioenschap Senioren